# Apilocrocis glaucosia
Apilocrocis glaucosia is een vlinder uit de familie van de grasmotten (Crambidae), uit de onderfamilie van de Spilomelinae. De wetenschappelijke naam van deze soort is voor het eerst voorgesteld als Sylepta glaucosia door George Francis Hampson in een publicatie uit 1912.
De soort komt voor in Nicaragua, Costa Rica en Panama.